# Hemel Hempstead Town FC
Hemel Hempstead Town FC (celým názvem: Hemel Hempstead Town Football Club) je anglický fotbalový klub, který sídlí ve městě Hemel Hempstead v nemetropolitním hrabství Hertfordshire. Založen byl v roce 1885 pod názvem Apsley End FC. Od sezóny 2014/15 hraje v National League South (6. nejvyšší soutěž).
Své domácí zápasy odehrává na stadionu Vauxhall Road s kapacitou 3 125 diváků.

## Historické názvy
Zdroj: 
- 1885 – Apsley End FC (Apsley End Football Club)
- 1922 – Hemel Hempstead FC (Hemel Hempstead Football Club)
- 1955 – Hemel Hempstead Town FC (Hemel Hempstead Town Football Club)
- 1971 – Hemel Hempstead FC (Hemel Hempstead Football Club)
- 1999 – Hemel Hempstead Town FC (Hemel Hempstead Town Football Club)

## Získané trofeje
- Herts Senior Cup ( 6× )
  - 1905/06, 1907/08, 1908/09, 1925/26, 2012/13, 2014/15

## Úspěchy v domácích pohárech
Zdroj: 
- FA Cup
  - 1. kolo: 2014/15
- FA Trophy
  - 3. kolo: 2014/15
- FA Vase
  - 5. kolo: 1981/82

## Umístění v jednotlivých sezonách
Stručný přehled
Zdroj: 
- 1899–1901: Herts County League
- 1901–1912: Herts County League (Western Division)
- 1921–1922: Herts County League (Mid & West Division)
- 1952–1963: Delphian League
- 1963–1964: Athenian League (Division Two)
- 1964–1965: Athenian League (Division One)
- 1965–1968: Athenian League (Premier Division)
- 1968–1969: Athenian League (Division One)
- 1969–1977: Athenian League (Division Two)
- 1977–1984: Isthmian League (Second Division)
- 1984–1991: Isthmian League (Second Division North)
- 1991–1997: Isthmian League (Second Division)
- 1997–1998: Isthmian League (Third Division)
- 1998–2002: Isthmian League (Second Division)
- 2002–2004: Isthmian League (Division One North)
- 2004–2005: Southern Football League (Premier Division)
- 2005–2006: Southern Football League (Western Division)
- 2006–2014: Southern Football League (Premier Division)
- 2014–2015: Conference South
- 2015– : National League South

Jednotlivé ročníky
Zdroj: 
Legenda: Z - zápasy, V - výhry, R - remízy, P - porážky, VG - vstřelené góly, OG - obdržené góly, +/- - rozdíl skóre, B - body, červené podbarvení - sestup, zelené podbarvení - postup, fialové podbarvení - reorganizace, změna skupiny či soutěže
| Sezóny  | Liga                                        | Úroveň | Z  | V  | R  | P  | VG  | OG | +/- | B   | Pozice |
| ------- | ------------------------------------------- | ------ | -- | -- | -- | -- | --- | -- | --- | --- | ------ |
| 2009/10 | Southern Football League (Premier Division) | 7      | 42 | 8  | 10 | 24 | 50  | 81 | -31 | 34  | 20.    |
| 2010/11 | Southern Football League (Premier Division) | 7      | 40 | 13 | 6  | 21 | 50  | 59 | -9  | 45  | 15.    |
| 2011/12 | Southern Football League (Premier Division) | 7      | 42 | 10 | 14 | 18 | 46  | 66 | -20 | 44  | 19.    |
| 2012/13 | Southern Football League (Premier Division) | 7      | 42 | 22 | 6  | 14 | 95  | 71 | +24 | 72  | 4.     |
| 2013/14 | Southern Football League (Premier Division) | 7      | 44 | 32 | 6  | 6  | 128 | 38 | +90 | 102 | 1.     |
| 2014/15 | Conference South                            | 6      | 40 | 16 | 12 | 12 | 64  | 60 | +4  | 60  | 9.     |
| 2015/16 | National League South                       | 6      | 42 | 16 | 13 | 13 | 72  | 66 | +6  | 61  | 6.     |
| 2016/17 | National League South                       | 6      | 42 | 15 | 12 | 15 | 74  | 83 | -9  | 57  | 12.    |
| 2017/18 | National League South                       | 6      | 42 | 19 | 13 | 10 | 71  | 51 | +20 | 70  | 5.     |
| 2018/19 | National League South                       | 6      | 42 | 12 | 12 | 18 | 52  | 67 | -15 | 48  | 16.    |
| 2019/20 | National League South                       | 6      | 34 | 12 | 8  | 14 | 36  | 43 | -7  | 44  | 11.    |
| 2020/21 | National League South                       | 6      | 18 | 6  | 2  | 10 | 28  | 38 | -10 | 20  | 10.    |
| 2021/22 | National League South                       | 6      | 40 | 13 | 9  | 18 | 49  | 72 | -23 | 48  | 15.    |
| 2022/23 | National League South                       | 6      | 46 | 15 | 15 | 16 | 49  | 57 | -8  | 60  | 15.    |
| 2023/24 | National League South                       | 6      | 46 | 13 | 11 | 22 | 55  | 71 | -16 | 50  | 20.    |